# Al-Jiza (nahija)
Nahija Al-Jiza (ar. ناحية الجيزة) je nahija u okrugu Daraa, u sirijskoj pokrajini Daraa. Po popisu iz 2004. (prije rata), nahija je imala 21.100 stanovnika. Administrativno sjedište je u naselju Al-Jiza.